# 2024年フーシ派の無人航空機によるイスラエルに対する攻撃
2024年7月19日、フーシ派は無人航空機（UAV）を発射。テルアビブにあるアパートに着弾した。これを本項では2024年フーシ派の無人航空機によるイスラエルに対する攻撃（2024ねんフーシはのむじんこうくうきによるイスラエルにたいするこうげき）とする。着弾場所の近くには在イスラエル大使館テルアビブ事務所や、イスラエル経済センターなどがあった。この攻撃によりアパート内にいた1人が死亡、10人が負傷した。UAVが着弾した理由として、イスラエル国防軍（IDF）側のヒューマンエラーではないかと推察されている。フーシ側は「アイアンドームをも突破するUAVの開発に成功した」としているが、IDF側は「着弾したUAVの発見自体には成功していた」としている。尚、空襲警報のサイレンはこの時鳴っていない。
この攻撃は、フーシ派としては初めて成功した、イスラエル領内に対するUAVによる攻撃となった（それまでの攻撃は全てIDFや西側諸国によって撃墜されていた）。 その後、IDFは報復攻撃としてフダイダ県内のインフラ施設を破壊した。

## 背景
2023年10月19日、フーシ派はイスラエル領内にロケット弾と無人航空機（UAV）を発射し、イスラエルによるガザ侵攻の停止を要求した。発射されたロケット弾とUAVはイスラエルの弾道弾迎撃ミサイルであるアローによりすべて迎撃された。その後、フーシ派はイスラエルやその同盟国、他イスラエルと関係があると見なした国家の船舶への攻撃を行うようになり、スエズ運河を航海するのは非常に危険なものとなった（詳しくは「紅海危機」を参照）。2023年12月、米英、その他有志国から成る連合軍はフーシ派による船舶への攻撃を阻止し、航路の安全を確保するために紅海で軍事作戦を行うようになる（繁栄の守護者作戦）。しかし、有志国による計画は予定通りには進まなかった。

## 戦闘
2024年7月19日、フーシ派は無人航空機（UAV）を発射。テルアビブにあるアパートに着弾した。着弾場所の近くには在イスラエル大使館テルアビブ事務所や、イスラエル経済センターなどがあった。この攻撃によりアパート内にいた1人が死亡、10人が負傷した。
フーシ派の軍報道官であるヤヒヤ・サリーは、「ヤッファ」と命名された新しいタイプのUAVを開発したと発信、「イスラエルの広範な防空システムでも発見されずに攻撃することができる」と述べた。イスラエル国防軍（IDF）は、このUAVはイラン製のサマド3をフーシ派が改良したもので、弾頭を小さくする代わりに燃料を多く積めるようにしたもの（航続距離を長くするため）であるとした。IDF側はUAVは確認されてはいたと発言。加えて今回の着弾はヒューマンエラーによるものだと主張した。一方フーシ派は「アイアンドームをも突破するUAVの開発に成功した」と主張した。尚、空襲警報のサイレンはこの時鳴っていない。
この攻撃は、フーシ派としては初めて成功した、イスラエル領内に対するUAVによる攻撃となった（それまでの攻撃は全てIDFや西側諸国によって撃墜されていた）。カリフォルニア州立大学のイブラヒム・アル＝マラシ准教授によれば、今回のフーシ派の攻撃は、2023年10月のイスラエルに対しての攻撃開始以来、初めてイスラエル領内にUAVが侵入し、イスラエルの防空システムを回避して損害を与えたという点で、フーシ派の技術的・象徴的な勝利となったと述べた。
爆発現場からの映像では、粉々になったガラスが歩道に散乱している映し出され、多くの人々が爆発跡の近くに集まっていた。一帯は警察のテープで封鎖されていた。IDFは、在イスラエル大使館テルアビブ事務所の近くで「大爆発」を引き起こしたUAV攻撃について調査を開始し、防空システムが作動しなかった理由を究明すると発表した。 アブドルマリク・フーシは7月21日に、「19日に実施したテルアビブへの攻撃はフーシ派の攻撃の第5段階の始まりである」と発言した（19日から攻撃をより強めたという意味）。
ヒズボラは、この出来事を「イスラエルによって抑圧されているパレスチナ人民とその戦闘員たちの勝利だ」と称賛した。加えて、「イエメンの戦闘員（フーシ派）がガザの勇敢なパレスチナ人戦闘員（ハマース）を支援しており、彼らはアラブ世界とイスラム世界のすべての人々と国々を守っている」と述べた。イスラエルの野党党首ヤイル・ラピドは、「この攻撃はイスラエル市民の安全を守るはずの現政権の無能さをさらに証明するものだ」と批判した。
7月20日、イスラエル空軍は報復攻撃としてフダイダ県内のインフラ施設を破壊した。